# George Johnson (lieutenant-gouverneur du Manitoba)
Pour les articles homonymes, voir Johnson et George Johnson.
George Johnson, né le 18 novembre 1920 et mort le 8 juillet 1995, est un homme politique canadien.
Il est Lieutenant-gouverneur de la province du Manitoba de 1987 à 1993.